# Eğil

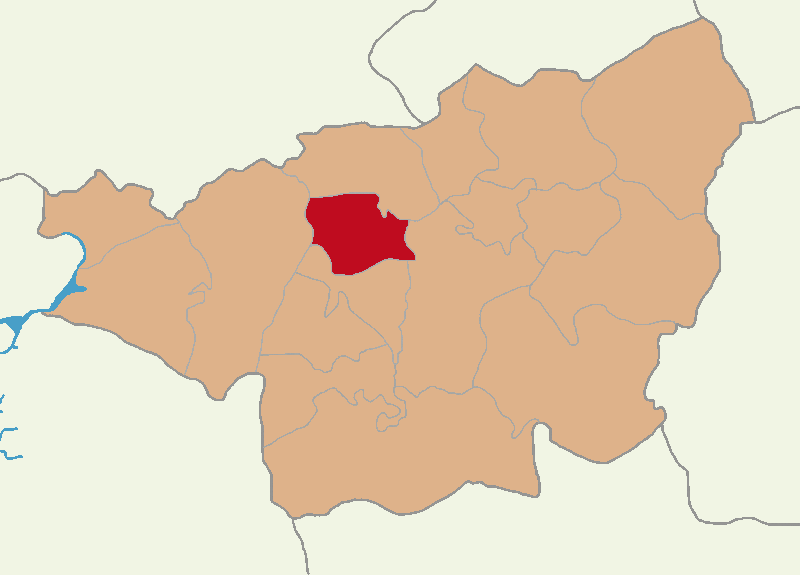
Lage von EğilAltıeylül innerhalb von Diyarbakır

Eğil (kurdisch Êgil, zazaisch Gêl, von aramäisch agel/aglâ – „Tür“) ist eine Stadt im gleichnamigen Landkreis der türkischen Provinz Diyarbakır und gleichzeitig ein Stadtbezirk der 1993 geschaffenen Büyükşehir belediyesi Diyarbakır (Großstadtgemeinde/Metropolprovinz). Eğil liegt zentral in der Provinz und hat die viertgeringste Bevölkerung der Provinz. Der Ort erhielt laut Inschrift im Stadtlogo 1934 den Status einer Gemeinde (Belediye).
Ende 2020 lag Eğil mit 22.381 Einwohnern auf dem 14. Platz der bevölkerungsreichsten Landkreise in der Provinz Diyarbakır. Die Bevölkerungsdichte liegt mit 50 Einwohnern je Quadratkilometer unter dem Provinzdurchschnitt (118 Einwohner je km²).

## Geschichte
M. Salvini will die Stadt Niḫirija (URUni-ḫi-ri-a-ni) der hethitischen, assyrischen und urartäischen Quellen in Eğil lokalisieren. In römischer und byzantinischer Zeit wurde die Stadt Ingila, die Umgebung Ingilene genannt. Bei Josua Stylites wurde sie aramäisch Eggil genannt, die armenische Bezeichnung war Anggh, die Region Anggh-tun. Das ehemalige Bistum Ingila ist heute ein Titularbistum der römisch-katholischen Kirche.

## Söhne und Töchter der Stadt
- Muammer Yıldırım (* 1990), türkischer Fußballtorhüter